# Lancia Trevi
O Lancia Trevi (Tipo 828), inicialmente comercializado como Lancia Beta Trevi, é um sedã produzido entre 1980 e 1984. Possui um motor de quatro cilindros em linha montado transversalmente, acionando as rodas dianteiras. Seu motor possui comando de válvulas duplo no cabeçote e ignição eletrônica. A embreagem é de disco único seco com diafragma e uma caixa de câmbio de cinco marchas era padrão. A suspensão consiste em suportes MacPherson em todas as rodas com molas helicoidais e barra estabilizadora. As rodas são equipadas com pneus 185/65 de 14 polegadas (Pirelli P6). A direção é de cremalheira e pinhão. O consumo de combustível estimado pelo fabricante é de 10,4 km/L a 120 km/h para o manual de 1600 e 9,9 km/L a 120 km/h para o manual de 2000. O modelo 2000, equipado com transmissão automática, apresentou um consumo oficial de combustível de 9 km/L a 120 km/h.
O Lancia Beta Trevi foi apresentado no Salão do Automóvel de Turim em maio de 1980. Foi apresentado ao mercado britânico no Salão do Automóvel de Birmingham em novembro de 1980. Grande parte do carro foi derivada do Lancia Beta. A versão mais potente do Trevi foi lançada em 1982 - esta versão Volumex (VX) tinha um supercompressor. O nome deriva do italiano "Tre Volumi" (três volumes).

## História
Desenvolvido a partir do Lancia Beta, o Trevi (ou Beta Trevi, como era chamado até 1983) foi lançado em 1980. O engenheiro-chefe do Beta era Sergio Camuffo, também responsável pelo Beta original, pelo Gamma e por vários outros modelos. O Beta, equipado com o mesmo interior do Trevi, foi vendido por dois anos junto com o Trevi (e vendido como Beta Berlina). A documentação de vendas da Lancia enfatizava que o carro era luxuoso e esportivo por natureza. A intenção da Lancia era que o Beta remodelado ajudasse a restabelecer a credibilidade da Lancia após o desastre dos Beta enferrujados: "A posição da Lancia sofreu um golpe irracionalmente grande como resultado da revelação de que eles estavam recomprando carros com pontos de montagem do subchassi corroídos... um novo Lancia hoje - graças à sobrecompensação necessária para provar seu ponto - promete ser tão resistente à ferrugem quanto qualquer um de seus rivais", escreveu a Autocar do Reino Unido em 1981. A análise continuou dizendo que o Trevi era "um sedã convencional de três volumes... é um Beta por baixo da carroceria, mas a maioria dos painéis da carroceria e o interior são completamente novos". A literatura de vendas explicava que os designers se propuseram a criar um sedã clássico de três volumes. A aparência do carro atraiu este comentário da Autocar: "O Trevi é, para a maioria dos olhos, um carro de aparência bastante curiosa, uma combinação ímpar de curvas e ângulos, que produz um spoiler incipiente a partir da ligeira elevação na parte traseira do painel do teto". A introdução de uma carroceria estilo sedã fazia parte de uma tendência conservadora geral, na qual carros fastback existentes ou com estilo incomum recebiam aparências mais convencionais. A carroceria do VW Golf recebeu um terceiro volume em 1979, tornando-se o VW Jetta; o Citroën Visa ganhou uma grade, assim como o Fiat Ritmo; o fastback Simca 1307 foi remodelado com um terceiro volume e vendido como Solara; e o Saab 900 também recebeu uma versão de três volumes. "Os moradores de Staid Lane", escreveu Tumminelli, "preferiram a conformidade... como uma cortesia a Reagan, Thatcher e Kohl, o sedã antiquado, porta-estandarte da burguesia, precisa ser reanimado".

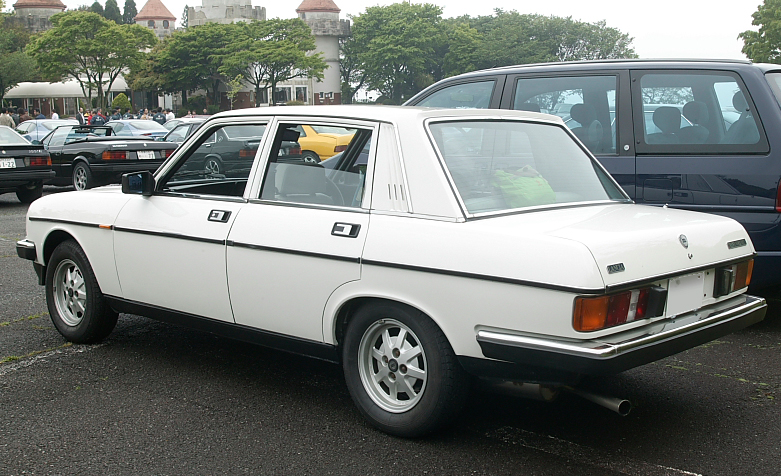
Traseira do Lancia Trevi VX

O Trevi estava disponível inicialmente com dois motores, um 1600 e um 2000, ambos equipados com carburadores Weber ou Solex. No Reino Unido, a transmissão automática era opcional apenas nos carros com motores maiores. Em 1981, a ignição eletrônica Bosch foi disponibilizada nos modelos 2000IE. Isso permitiu que o motor produzisse 122 cv a 6400 rpm (comparado a 115 cv a 5500 rpm). O Trevi Volumex foi a última versão do carro, introduzida em 1982 no salão do automóvel de Turim e projetada para melhorar o desempenho sem afetar a economia de combustível. Equipado com um supercompressor tipo Roots de rolagem dupla (e carburadores, em vez da injeção de combustível esperada), isso aumentou a potência para 135 cv. Esse desenvolvimento significou que o Trevi foi o primeiro carro equipado com um supercompressor acionado mecanicamente em quase cinco décadas, se não considerarmos o 131 Volumetrico, já que era uma série de produção limitada. Ele tinha bancos dianteiros revisados, um spoiler frontal preto fosco e acabamentos mais luxuosos, com os bancos revestidos em materiais Zegna. Assim como o 2000IE, o Volumex também recebeu a elogiada direção hidráulica da ZF como padrão. A Lancia UK não importou esta versão do carro para a Grã-Bretanha e Irlanda do Norte. O 2000 carburado foi descontinuado em 1983, e a produção do Trevi em geral foi descontinuada em 1984. No total, 36.784 unidades do Trevi foram produzidas.
Um modelo especial interessante foi um único "Trevi Bimotore", produzido pelo ex-engenheiro da Abarth, Giorgio Pianta, em 1984. Este carro permitiu que a Pirelli realizasse testes de pneus para a futura versão de rua do Lancia Delta S4. Para fornecer tração nas quatro rodas e potência equivalente, este carro único foi equipado com um segundo motor na traseira, necessitando de grandes entradas de ar nas portas traseiras. Os motores eram unidades Volumex levemente ajustadas (usando polias menores para aumentar a pressão de reforço), fornecendo 150 cv cada, para um total de 300 cv.